# Marie-José Denys
Marie-José Denys (ur. 15 marca 1950 w La Rochelle, zm. 12 stycznia 2022) – francuska polityk, eurodeputowana III i IV kadencji (1989–1994, 1997–1999).

## Życiorys
Kształciła się w dziedzinie sztuki, była dyrektorką szkoły muzyki i tańca w rodzinnej miejscowości. Od 1973 działała w ramach Partii Socjalistycznej, kierowała partią w departamencie Charente-Maritime. W latach 1989–1994 sprawowała mandat deputowanej do Parlamentu Europejskiego III kadencji. Była członkinią Komisji ds. Transportu i Turystyki oraz Komisji ds. Kultury, Młodzieży, Edukacji i Środków Masowego Przekazu. W 1994 nie uzyskała reelekcji, mandat objęła natomiast 17 lipca 1997 w miejsce wybranej do Zgromadzenia Narodowego Nicole Péry. Zasiadła w Komisji ds. Badań naukowych, Rozwoju Technicznego i Energii, mandat wykonywała do końca IV kadencji w 1999. W PE należała do frakcji socjalistycznej. Była także radną miejską w La Rochelle.
Odznaczona Legią Honorową V klasy.